# Oberwangen BE
Oberwangen oder postalisch Oberwangen b. Bern/BE ist eine Ortschaft in der Gemeinde Köniz bei Bern.

## Einwohner, Geographie, Verkehr
Oberwangen hat 1354 Einwohner und erstreckt sich über eine Fläche von 6,14 Quadratkilometern. Es liegt südwestlich von der Hauptstadt Bern. Verkehrstechnisch ist die Ortschaft gut verbunden mit direkten Zugsverbindungen nach Bern.

## Geschichte
Die erste Eisenbahnlinie durch das Wangental wurde 1860 durch die Chemin de fer Berne-Fribourg-Lausanne eröffnet. Erst 1928 wurde die Bahnstation Oberwangen, auf Druck der Bevölkerung, eingeweiht. Die Autobahn (A12) durchquert das Wangental seit 1978.
1914 wurde die erste Postablage in Oberwangen errichtet, zuvor war die Postablage in Thörishaus auch für Oberwangen zuständig. Durch viele Wechsel der Posthalter änderte sich im Laufe der Jahre auch stets wieder der Standort des Postbüros. Im Juni 2009 wurde in Oberwangen an der Stelle der ehemaligen Post ein Lebensmittelladen eröffnet, der mit einer Postagentur erweitert wurde.
In Oberwangen befinden sich der Hauptsitz der Firma Gilgen Logistics, die E-Bike-Firma Mystromer sowie ein grosses Kieswerk.

## Sehenswürdigkeiten

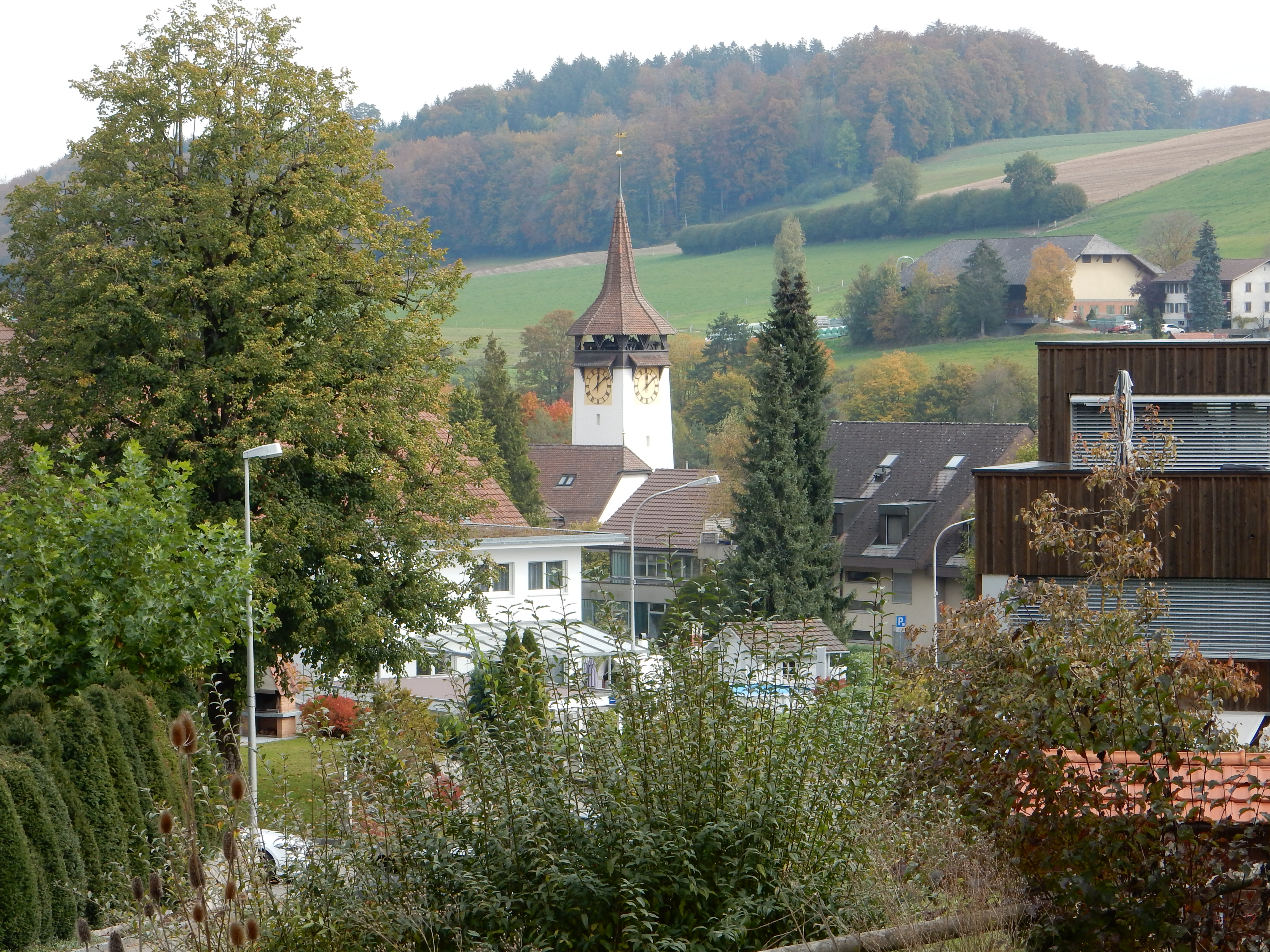
Kirche
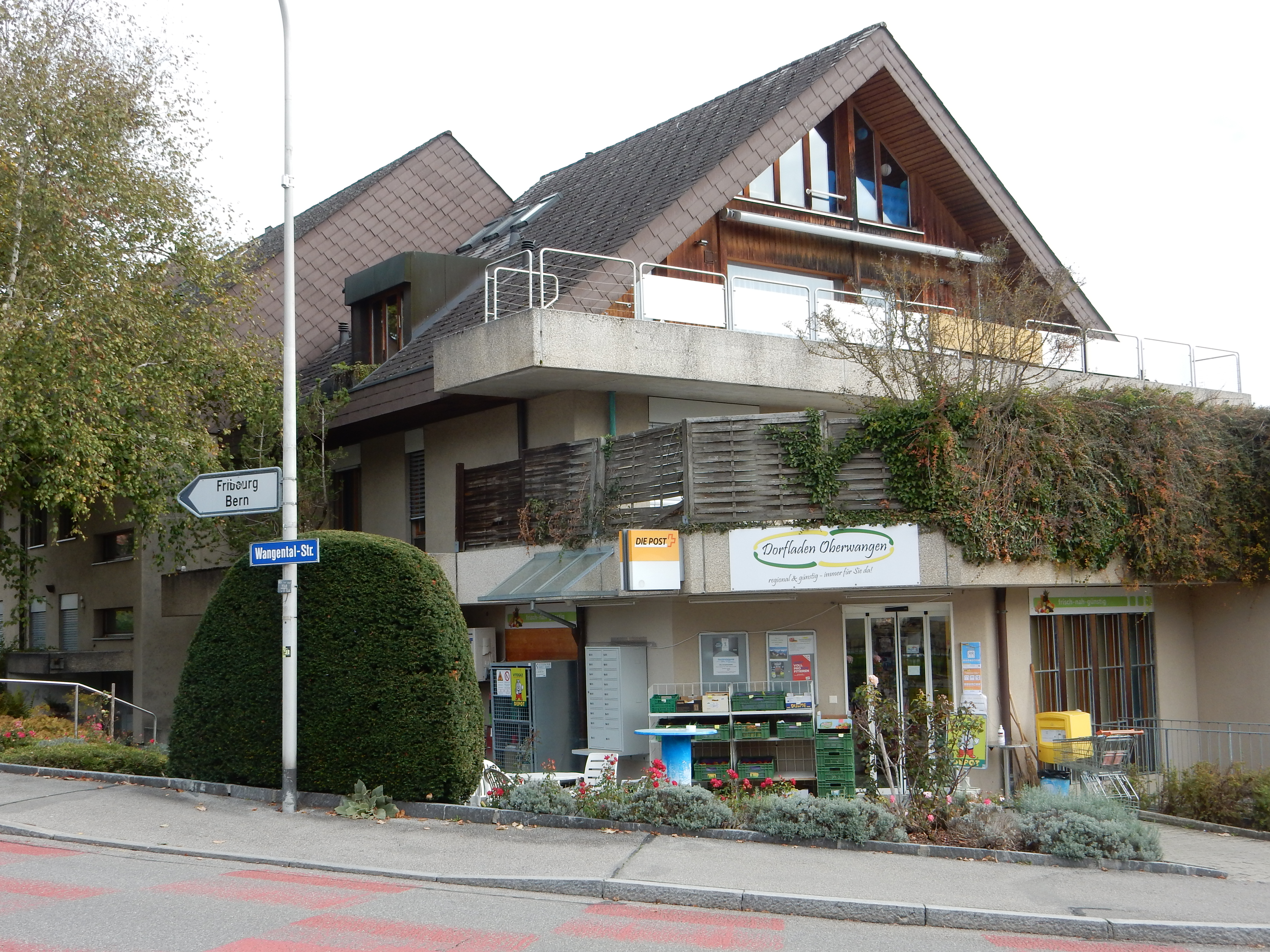
Dorfladen mit Postagentur
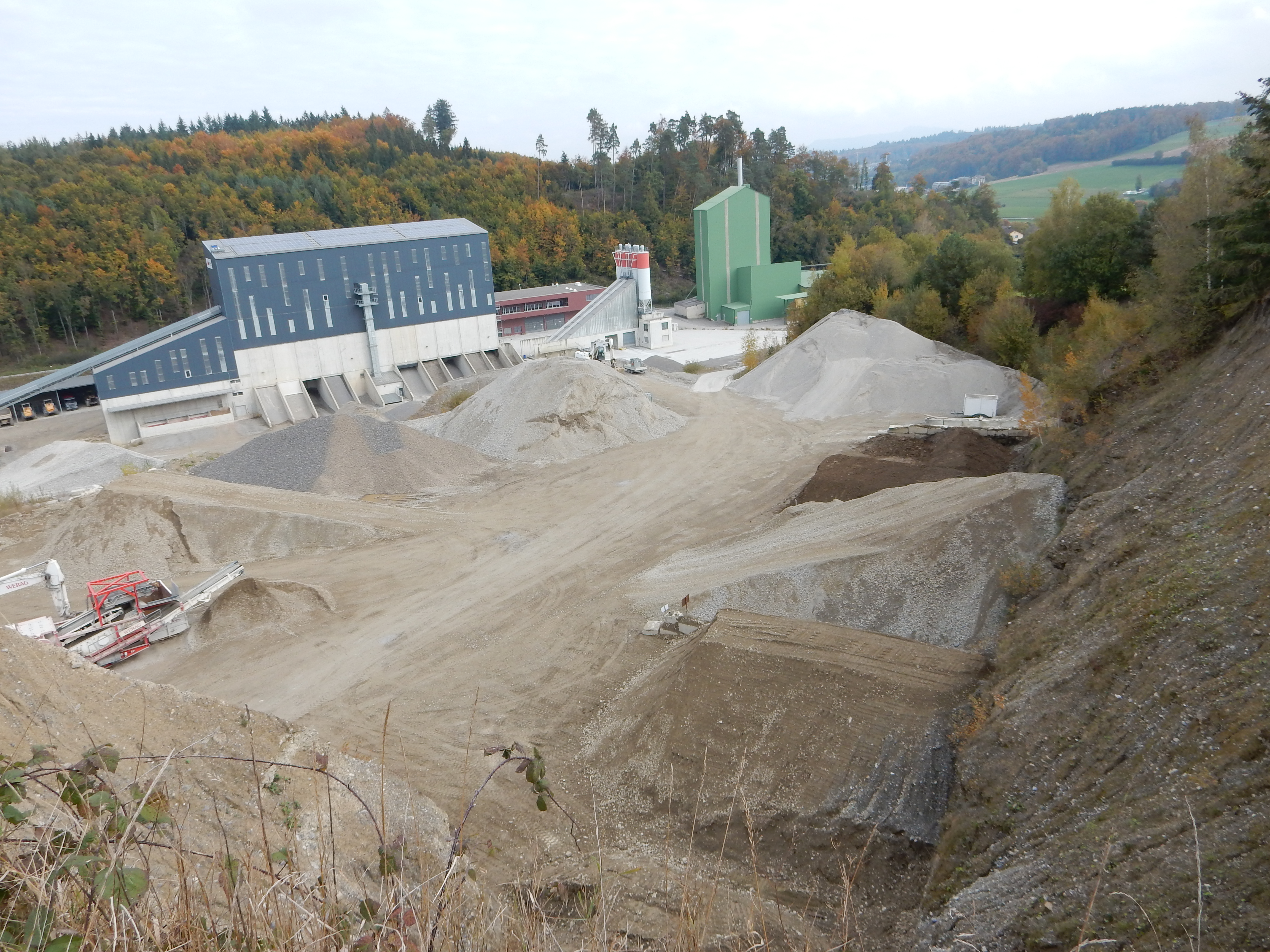
Kieswerk Messerli